# Сен-Луб
Сен-Луб (фр. Saint-Loube) — коммуна во Франции, находится в регионе Юг — Пиренеи. Департамент — Жер. Входит в состав кантона Ломбес. Округ коммуны — Ош.
Код INSEE коммуны — 32387.

## География
Коммуна расположена приблизительно в 620 км к югу от Парижа, в 45 км юго-западнее Тулузы, в 40 км к юго-восточнее от Оша.

## Климат
Климат умеренно-океанический. Лето жаркое и немного дождливое, температура часто превышает 35 °С. Зимой часто бывает отрицательная температура и ночные заморозки. Годовое количество осадков — 700—900 мм.

## Население
Население коммуны на 2010 год составляло 97 человек.
| 1962 | 1968 | 1975 | 1982 | 1990 | 1999 | 2010 |
| ---- | ---- | ---- | ---- | ---- | ---- | ---- |
| 120  | 99   | 83   | 72   | 69   | 62   | 97   |

## Администрация
| Период | Период | Фамилия        | Партия | Примечания |
| ------ | ------ | -------------- | ------ | ---------- |
| 2001   | 2014   | Реми Баньерис  |        |            |
| 2014   | 2020   | Андре Форнелли |        |            |

## Экономика
В 2010 году среди 61 человека трудоспособного возраста (15-64 лет) 48 были экономически активными, 13 — неактивными (показатель активности — 78,7 %, в 1999 году было 68,6 %). Из 48 активных жителей работали 46 человек (29 мужчин и 17 женщин), безработных было 2 (1 мужчина и 1 женщина). Среди 13 неактивных 4 человека были учениками или студентами, 3 — пенсионерами, 6 были неактивными по другим причинам.